# Vos lois ne sont pas nos règles
 (février 2023).
Si vous disposez d'ouvrages ou d'articles de référence ou si vous connaissez des sites web de qualité traitant du thème abordé ici, merci de compléter l'article en donnant les références utiles à sa vérifiabilité et en les liant à la section « Notes et références ».
Albums de Charge 69
Chtrakerie & karghedoul avec NCA Même direction
Vos lois ne sont pas nos règles est le troisième album studio du groupe de punk français Charge 69. Il est sorti en 2000 sur Combat Rock, le label de Caps (bassiste du groupe). C'est sur ce disque que le groupe décide d'abandonner les chansons en anglais pour se concentrer sur les titres en français (seul Against The Wall est en anglais ici)

## Composition du groupe
- Gilles : chant
- Laurent : chant et batterie
- Richard : guitare et chœurs
- Caps : basse et chœurs

## Liste des chansons de l'album
Les quinze pistes de cet album sont :
1. Pendu - 1:39
2. Destin En Main - 2:48
3. Vos Lois Ne Sont Pas Nos Règles - 3:58
4. Viens Avec Nous - 2:59
5. Temps Meilleurs - 2:38
6. Torgau - 3:15
7. Plus Le Temps - 2:31
8. Les Années 80 - 1:38
9. Plus Jamais Pareil - 2:46
10. Cramer L'Elysée - 2:57
11. Bonnes Résolutions - 4:03
12. Against The Wall - 1:53
13. Rocco - 2:36
14. Insouciance - 3:18
15. Autorité - 2:30
16. Rock (bonus)